# Джолі Юстус
Джолі Юстус (нар. 24 лютого 1971, Канзас-Сіті, Міссурі, США) — американська юристка та політикиня зі штату Міссурі, США. Демократка, вона була членом сенату штату Міссурі, представляючи 10-й сенаторський округ у Канзас-Сіті, виступаючи лідером меншості сенату Міссурі протягом останніх двох[уточнити] років.

## Ранні роки і освіта
Юрист за освітою, вона виросла в місті Брансон, штат Міссурі, де навчалася в середній школі Бренсона. Потім вона продовжила здобувати освіту в Університеті штату Міссурі в Спрингфілді і в школі права Університету Міссурі в Канзас-Сіті.

## Кар'єра
2006 року Джолі Юстус була обрана до сенату штату Міссурі. Вона представляла Канзас-Сіті і Грандв'ю, зараз[коли?] вона є директором некомерційних послуг у юридичній фірмі Shook, Hardy, & Bacon LLP. Під її керівництвом компанія була визнана однією з 100 кращих компаній, що пропонують програми безкоштовних юридичних послуг в країні.
2015 року Джолі Юстус балотувалася на місце радника 4-го округу Канзас-Сіті, щоб замінити Яна Маркасона, який пішов у відставку. Вона набрала 72 % голосів на муніципальних первинних виборах 7 квітня. 23 червня 2015 року вона отримала перемогу над своїм супротивником Джоном Фіерро на загальних виборах у Канзас-Сіті з перевагою в 76,4 % голосів. Як член Ради Канзас-Сіті, Юстус є головою комітету з аеропортів, співголовою законодавчого комітету і заступником голови фінансового комітету. Вона також була членом комітету з транспорту й інфраструктури, міського комітету з нагляду за ринком нерухомості.
До обрання в Раду Юстус була одночасно лідером демократичної партії в Джефферсон-Сіті і головою постійного комітету сенату з питань розвитку. Вона також була високопоставленою членкинею судового комітету і комітету сенату з питань зайнятості, економічного розвитку і місцевого самоврядування. Юстус внесла до сенату законопроєкт про реформу системи виховання в установах по догляду за дітьми, який дозволив би дітям, які відмовилися від приймального виховання, отримати можливість повторно потрапити під державну опіку до досягнення 21-річного віку. Вона також виступала за закон про недопущення дискримінації в штаті Міссурі, відомий також як MONA, що забороняв дискримінацію за ознакою сексуальної орієнтації або статевої приналежності людини. Крім того Юстус була одним з політиків, які виступили за реформу Кримінального кодексу в 2014 році, яка була прийнята в закон.
Юстус також займала посаду позаштатного професора в юридичній школі Університету Міссурі в Канзасс-Сіті з 2010 року.
На виборах 2019 року Юстус балотувалася на пост мера Канзас-Сіті, де зазнала поразки від свого опонента Лукаса Квінтона.

## Особисте життя
Юстус була першим відкритим гомосексуальним членом сенату Міссурі і тільки третім публічним гомосексуальним членом Генеральної Асамблеї Міссурі після представників: Тіма Ван Занята (Канзас-Сіті) і Жанетт Мотт Оксфорд (Сент-Луїс).